# Cumbre Nueva
Pour les articles homonymes, voir Cumbre.
La Cumbre Nueva, toponyme espagnol qui signifie littéralement en français « Nouveau sommet », est un rempart montagneux d'Espagne qui se situe dans l'archipel des Canaries, dans le centre de l'île de La Palma. Son point culminant, la Punta de los Roques à 2 091 mètres d'altitude, constitue également l'un des sommets sur le rebord de la caldeira de Taburiente au nord-ouest. La montagne s'étire en s'abaissant en direction du sud jusqu'à un col qui le sépare de la Cumbre Vieja.
L'intégralité de la crête est parcourue par le sentier de grande randonnée 131. Le parc naturel de Cumbre Vieja couvre son extrémité méridionale tandis que le parc national de la Caldeira de Taburiente et le parc naturel Las Nieves se trouvent au nord.

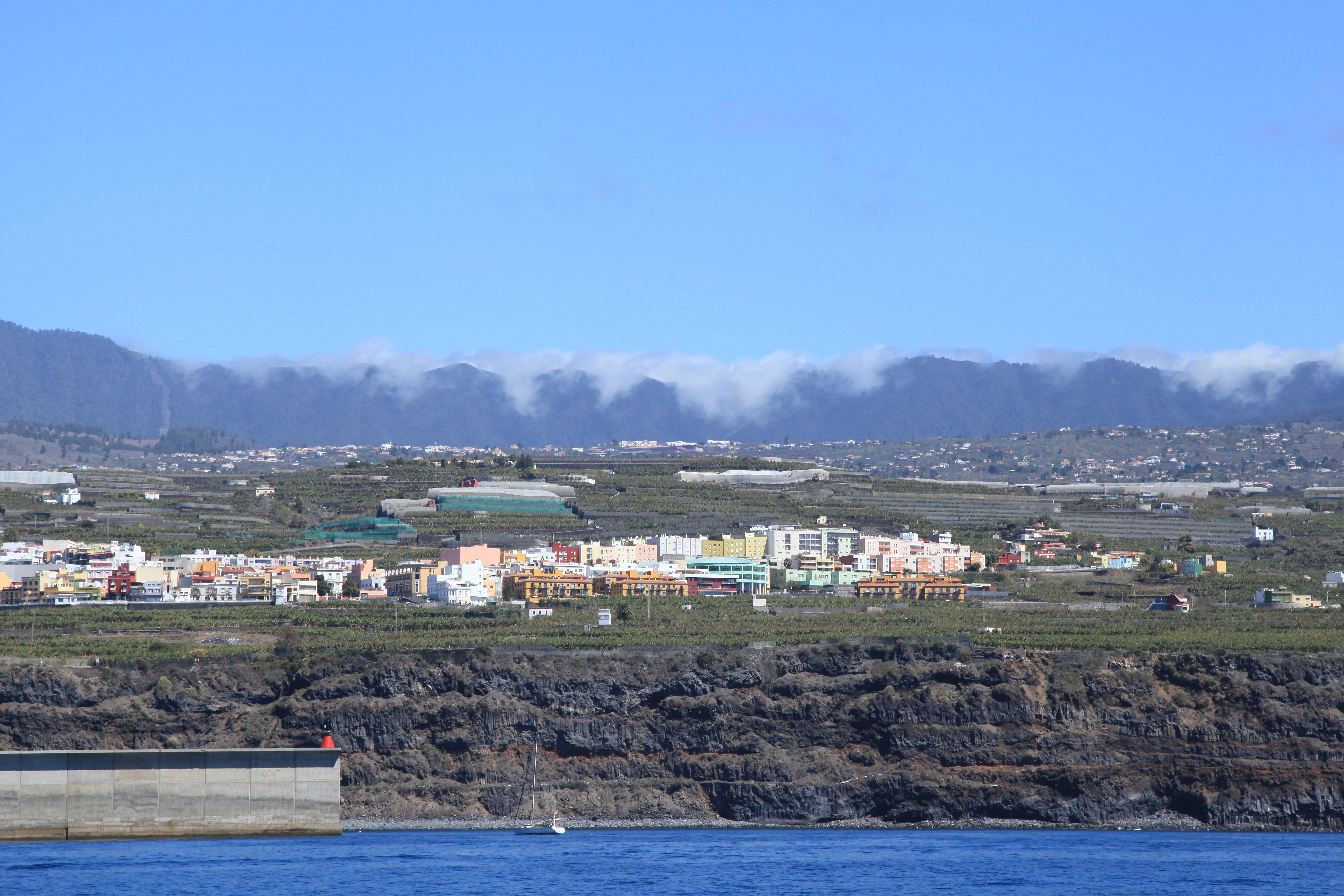
Foehn franchissant la Cumbre Nueva vu depuis Tazacorte sur la côte occidentale de La Palma.